# Osa de la Vega
Osa de la Vega és un municipi de la província de Conca, a la comunitat autònoma de Castella-La Manxa.

## Demografia
| 1991 |  | 1996 |  | 2001 |  | 2004 |
| ---- |  | ---- |  | ---- |  | ---- |
| 734  |  | 682  |  | 652  |  | 660  |

## Curiositats
En 1912 esdevingueren els fets de l'anomenat crim de Conca, que foren duts al cinema per Pilar Miró el 1980.